# وستمیل
وستمیل (به انگلیسی: Westmill) یک روستا و محله مدنی در بریتانیا است که در East Hertfordshire واقع شده‌است. وستمیل ۲۶۴ نفر جمعیت دارد.